# Fandub
El fandub (no s'hauria de confondre amb el fansub) és un doblatge o redoblatge de determinats materials audiovisuals. El doblatge és l'acció de tornar a gravar un vídeo en una llengua diferent a l'original. Moltes produccions s'han traduït a diferents idiomes a càrrec d'aficionats. El text final pot oscil·lar entre una traducció literal i una completament lliure. La raó que existeix darrere dels fandubs és posar a l'abast dels aficionats aquelles sèries o pel·lícules que són difícils d'aconseguir o que només es troben en idiomes diferents al propi amb la finalitat de doblar-les o simplement parodiar-les. Els fandubs més coneguts són de dibuixos japonesos, però es poden fer amb dibuixos animats, pel·lícules i sèries en qualsevol altre idioma.
Els fandubs normalment utilitzen el mateix material amb drets d'autor que els fansubs, però a diferent escala. Hi ha hagut casos on els fandubs populars, com Yu-Gi-Oh! The Abridged Series, Dragon Ball Z Abridged, i Sailor Moon Abridged són etiquetats per la productora japonesa per l'ús de drets d'autor del seu material (generalment a YouTube). Aquestes produccions normalment es tornen a publicar a un nou canal, i algunes vegades, es tornen a etiquetar de nou. Tot i així, els gag dubs són molt coneguts entre els fans de sèries en concret.

## Història
El doblatge amateur va començar simultàniament i independentment en diversos països. Un dels primers projectes registrats, que data del 1994, és "Sinnlos im Weltraum" ("Sense sentit a l'espai"), un redoblatge en alemany de Star Trek: The Next Generation. Els enregistraments es van distribuir en VHS i les còpies circulaven només entre un petit grup de persones a causa de les limitacions tècniques dels mitjans de comunicació. Amb la digitalització, a partir del 1998, el fandub va guanyar una enorme popularitat entre el públic alemany.
Tot i així, els fandubs no han guanyat la mateixa popularitat que els fansubs si ens guiem per les visites i descàrregues que tenen a la web. La majoria dels projectes fandub es disposen en format de videoclips curts i sovint es publiquen als serveis d'allotjament de vídeo com YouTube.
Generalment, la producció de sèries fandub es gestionen en línia amb proves de veu d'actors a través de fòrums, però les sessions de doblatge en viu també es duen a terme a trobades presencials, com per exemple els "Anime Dub Live" al Regne Unit.